# Call of Duty: Roads to Victory
Call of Duty: Roads to Victory è un videogioco del genere sparatutto in prima persona della serie Call of Duty. Il gioco venne sviluppato da Amaze Entertainment e pubblicato da Activision nel 2007. Il gioco è ambientato nella fine della seconda guerra mondiale e si divide nelle missioni di statunitensi, canadesi e inglesi per combattere i tedeschi.

## Modalità di gioco

### Campagna
Nella modalità campagna è possibile giocare a diverse missioni, lungo la seconda guerra mondiale. Nella prima parte del gioco si impersonano gli statunitensi, nella seconda i canadesi e nell'ultima parte gli inglesi. Al termine di ogni missione si riceve una medaglia in base a come hai combattuto in battaglia. Le missioni possono essere rigiocate per ottenere un grado di valutazione più elevato. Oltre ad una medaglia, alla fine di ogni missione è possibile sbloccare degli oggetti visualizzabili in "Materiale bonus".

### Multiplayer
Il gioco include la modalità Ad Hoc per giocare fino a 6 giocatori in 9 mappe. Ci sono sei modalità di gioco: Deathmatch, Deatmatch a squadre, Cattura la bandiera, Controlla la bandiera, Re della collina e Re della collina a squadre. I giocatori possono giocare nei panni degli Stati Uniti,del Canada o della Gran Bretagna.

## Accoglienza
Roads to Victory ha ricevuto un mix di critiche. È stata lodata la buona grafica, la sua immediatezza e le numerose modalità di gioco. Criticato invece per via della presenza di glitch, comandi molto scomodi, missioni ripetitive e un po' simili, i cali di frame-rate.